# Silvan Dillier
Silvan Roger Dillier (Baden, 3 de agosto de 1990) es un deportista suizo que compite en ciclismo en las modalidades de pista, especialista en las pruebas de persecución por equipos y puntuación, y ruta.
Ganó dos medallas de plata en el Campeonato Europeo de Ciclismo en Pista, en los años 2011 y 2015.
En carretera su mayor éxito es la victoria en una etapa del Giro de Italia de 2017. Además, obtuvo una medalla de plata en el Campeonato Mundial de Ciclismo en Ruta de 2017, en la prueba de contrarreloj por equipos.
Participó en los Juegos Olímpicos de Río de Janeiro 2016, ocupando el séptimo lugar en la prueba de persecución por equipos.

## Medallero internacional

### Ciclismo en pista
| Campeonato Europeo | Campeonato Europeo        | Campeonato Europeo | Campeonato Europeo      |
| Año                | Lugar                     | Medalla            | Competición             |
| ------------------ | ------------------------- | ------------------ | ----------------------- |
| 2011               | Apeldoorn ( Países Bajos) | Medalla de plata   | Puntuación              |
| 2015               | Grenchen ( Suiza)         | Medalla de plata   | Persecución por equipos |

### Ciclismo en ruta
| Campeonato Mundial | Campeonato Mundial | Campeonato Mundial | Campeonato Mundial       |
| Año                | Lugar              | Medalla            | Competición              |
| ------------------ | ------------------ | ------------------ | ------------------------ |
| 2017               | Bergen ( Noruega)  | Medalla de plata   | Contrarreloj por equipos |

## Palmarés

### Ruta
2012
- 1 etapa del Tour del Porvenir
- Tour de Berna

2013
- Tour de Normandía
- Flecha de las Ardenas
- 1 etapa del Tour de Alberta

2014
- 3.º en el Campeonato de Suiza Contrarreloj

2015
- Campeonato de Suiza Contrarreloj
- 1 etapa de la Arctic Race de Noruega

2017
- 1 etapa del Giro de Italia
- Ruta del Sur
- 2.º en el Campeonato de Suiza Contrarreloj
- Campeonato de Suiza en Ruta

2018
- Route Adélie
- 2.º en el Campeonato de Suiza Contrarreloj

2020
- 2.º en el Campeonato de Suiza Contrarreloj

2021
- Campeonato de Suiza en Ruta

### Pista
2011
- 2.º en el Campeonato Europeo en Puntuación
- Campeonato de Suiza en Madison
- Campeonato de Suiza en Omnium

2015
- 2.º en el Campeonato Europeo en Persecución por equipos

## Resultados en Grandes Vueltas y Campeonatos del Mundo
Durante su carrera deportiva ha conseguido los siguientes puestos en las Grandes Vueltas y en los Campeonatos del Mundo en carretera:
| Carrera              | Carrera              | 2011 | 2012 | 2013 | 2014 | 2015 | 2016 | 2017 | 2018 | 2019 | 2020 | 2021 | 2022 | 2023  | 2024  | 2025  |
| -------------------- | -------------------- | ---- | ---- | ---- | ---- | ---- | ---- | ---- | ---- | ---- | ---- | ---- | ---- | ----- | ----- | ----- |
|                      | Giro de Italia       | —    | —    | —    | —    | 52.º | Ab.  | 67.º | —    | —    | —    | —    | —    | —     | —     | —     |
|                      | Tour de Francia      | —    | —    | —    | —    | —    | —    | —    | 83.º | —    | —    | 59.º | 59.º | 129.º | 126.º | 131.º |
|                      | Vuelta a España      | —    | —    | —    | —    | —    | 79.º | —    | —    | 72.º | —    | —    | —    | —     | —     | —     |
| Mundial en Ruta      | Mundial en Ruta      | —    | —    | —    | —    | 28.º | Ab.  | 50.º | —    | Ab.  | Ab.  | 45.º | 38.º | 43.º  | Ab.   | —     |
| Mundial Contrarreloj | Mundial Contrarreloj | —    | —    | —    | 18.º | 30.º | —    | —    | 47.º | —    | —    | —    | —    | 43.º  | —     | —     |

| —: No participó | Ab: Abandono |

## Equipos
- Atlas Personal Romer‘s (2009)
- Team Vorarlberg (2011)
- EKZ Racing (2012)
- BMC Racing Team (2013-2017)
  - BMC Racing Team (2013) como stagiaire
  - BMC Racing Team (2014-2107)
- AG2R La Mondiale (2018-2020)
- Alpecin (2021-)
  - Alpecin-Fenix (2021-06.2022)
  - Alpecin-Deceuninck (07.2022)